# مارك ميرفي (لاعب كرة قدم)
مارك ميرفي (بالإنجليزية: Mark Murphy) (19 أبريل 1984 في الولايات المتحدة - ) هو لاعب كرة قدم أمريكي في مركز حراسة المرمى. لعب مع Crystal Palace Baltimore ‏ وريتشموند كيكرز وThunder Bay Chill ‏ وChesapeake Dragons ‏ وريدينغ يونايتد إيسي.

## وصلات خارجية
- مارك ميرفي على موقع قاعدة بيانات كرة القدم.إي يو (الإنجليزية)